# Freundin aus meiner Jugendzeit

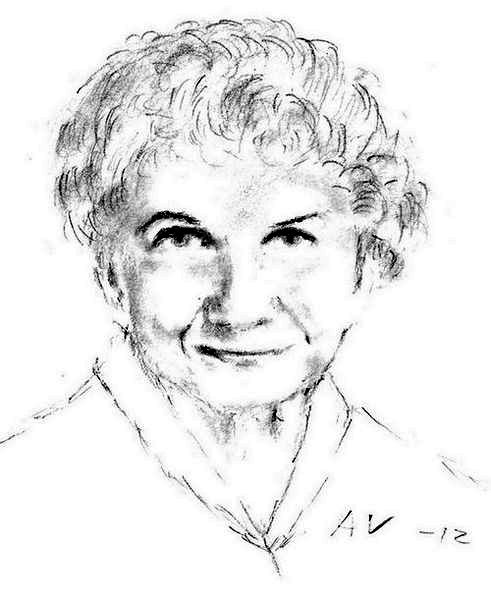
Alice Munro, Nobelpreis für Literatur 2013

Freundin aus meiner Jugendzeit  (Originaltitel: Friend of My Youth) ist eine Erzählung von Alice Munro von 1990, in der es unter anderem darum geht, wie das Leben anderer erzählt werden kann – beziehungsweise nicht erzählt werden kann.
Eine Ich-Erzählerin berichtet von ihren Träumen über ihre Mutter, in denen die Tochter sieht, wie es der Mutter besser geht, als dies in den letzten 12 Jahren, bevor sie starb, tatsächlich der Fall gewesen ist. Mit den Träumen der Ich-Erzählerin mischen sich Erinnerungen an Erzähltes und an andere Lebensumstände und Informationsquellen, vor allem aus den Jahren, bevor die Mutter heiratete. Die Wiedergabe der Träume bildet so einen offenen Rahmen für das Erzählen der Lebensgeschichte von Flora Grieves, einer Jugendfreundin der Mutter, und damit wird gleichzeitig der Raum für Reflexion über den Umgang mit Biografien anderer geboten.
Friend of My Youth wurde erstmals am 22. Januar 1990 in The New Yorker veröffentlicht und als Titelstory von Munros gleichnamigem siebtem Kurzgeschichtenband gewählt, der 1990 erschien. Freundin aus meiner Jugendzeit zählt zu den am häufigsten publizierten Werken der Autorin und wurde 1996 und 2006 wieder in Auswahlbände aufgenommen. In der Übersetzung von Karen Nölle-Fischer ist das Werk enthalten in der Sammlung Glaubst du, es war Liebe?, die 1991 bei Klett-Cotta in Stuttgart verlegt wurde. Das Werk trägt die Widmung „With thanks to R.J.T.“

## Analyse
Das Werk besteht aus sieben Abschnitten zwischen weniger als einer halben Seite und sechs Seiten Länge. Der letzte Abschnitt ist der kürzeste. Freundin aus meiner Jugendzeit hat in der Ausgabe Alice Munro's Best (New York, 2006) in englischer Sprache eine Länge von 21 Seiten.
Der Traum, von dem zu Beginn die Rede ist, werde durch den Erzähler schon dekonstruiert, bevor er erzählt ist, indem er großzügig eine vermutete Erklärung dafür gibt, warum diese Träume jeweils überraschend enden. Erst dann könne erzählt werden, so Deborah Heller in ihrer Analyse (1999). In einem Traum-Rahmen der Ich-Erzählerin scheine zunächst diese Erzählerin zu verschwinden, indem sie der Mutter die Stimme gibt, kurz darauf scheine die Mutter als Erzählerin der Geschichte ihrer Jugendfreundin und deren Schwester Ellie Grieves ebenfalls zu verschwinden, indem deren Geschichte erzählt werde. In einem Antwortbrief von Flora Grieves an die Mutter der Ich-Erzählerin wehre sich Flora gegen die Einmischung der Mutter der Ich-Erzählerin, und damit komme die scheinbar neutrale Erzählweise zu einem abrupten Ende. Letztlich bleibe unklar, ob es die erzählende Tochter oder die erzählende Mutter ist, die Floras Leben eine definitive Stimme gebe, zumal zwischen Mutter und Tochter die Einschätzungen divergieren. In einem Abspann, der aus mehreren kurzen Teilen besteht, werde die vermittelnde Rolle des Erzählens selbst zum Thema gemacht.
Die Story auf der Oberfläche sei ziemlich elend und lasse sich knapp zusammenfassen, dem unterliege allerdings eine zweite, geheimnisvollere Erzählung, so Lynn Blin in ihrer linguistischen Analyse (2010), in der u. a. sieben Arten von Vieldeutigkeit bei Munros Verwendung des Wörtchens „aber“ ausgemacht werden. Allgemein sieht Blin in der Story vier verschiedene Stimmen am Werk: die der Mutter, die der Leute drumherum, die des unzuverlässigen Erzählers und die homodiegetische Stimme der Ich-Erzählerin ganz zu Beginn, womit eine Basis für das komplexe Erzählen auf zwei Ebenen gelegt werde.„Friend of my Youth“ zähle zu denjenigen Werken Munros, in denen es um Briefe geht, die die Eitelkeit oder Falschheit oder sogar die Bösartigkeit ihrer Schreiber demonstrieren, so Margaret Atwood in ihrer zwölfseitigen Einleitung zu Alice Munro's Best.
Freundin aus meiner Jugendzeit zähle zu denjenigen Werken von Munro, in denen Geben bzw. Nehmen von Pflegeleistungen problematisiert werde, so Amelia deFalco (2012).